# Kozma Dushi
Kozma Dushi (* 1955, Berat) je albánský zpěvák.

## Životopis
Pěvecky je aktivní od útlého věku. Po střední veterinární škole byl přijat na uměleckou školu Instituti i Lartë i Arteve, kterou ukončil v roce 1984. Od roku 1985 byl zaměstnaný ve státní správě. Jako zpěvák poprvé vystoupil na 15. festivalu písně albánského Radio Televizionin Shqiptar a pokračuje v pěvecké kariéře dodnes. Jeho nejznámější písní je Eja o shoku ynë.
Jeho bratr je zpěvák Dhimitraq Dushi.